# Bandeira da Jordânia
A bandeira da Jordânia é baseada na bandeira da Revolta Árabe contra o Império Otomano durante a Primeira Guerra Mundial. A bandeira consiste em três faixas horizontais (preto, branco e verde), todas conectadas por um triângulo vermelho na borda horizontal. As cores horizontais representam os califados Abássida, Omíada e Fatímida. O triângulo vermelho representa a dinastia Hashemite e a Revolta Arábica. A estrela de sete pontas tem significado duplo: representa os sete versos do primeiro sura no Alcorão, e também representa a unidade das pessoas Arábicas. Alguns acreditam que também se refere aos sete montes nos quais Amman, a capital, foi construída.

## Bandeiras históricas

Bandeira da Resistência Árabe
Bandeira da Transjordânia (1921-1928)

## Outras bandeiras

Bandeira de Amã
Bandeira da Marinha da Jordânia
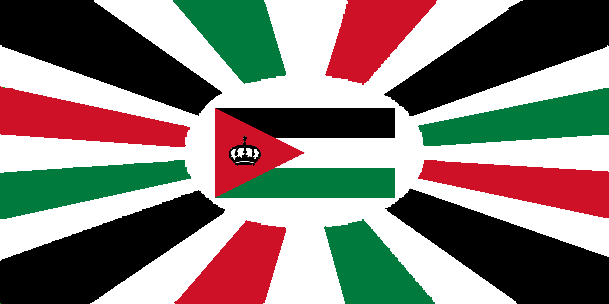
Pavilhão Real